# Tender (economie)
Een tender is een procedure waarbij door middel van inschrijving getracht wordt een bepaalde dienst of product te verkrijgen, die op basis van factorenafweging wordt verleend of verstrekt. Factoren zijn vaak prijs en/of kwaliteit. Tenderprincipes worden in verschillende economische processen gebruikt. Tender wordt in het Engels gebruikt voor het Nederlandse begrip Aanbesteding.

## Aandelenhandel
Een tender in de emissiehandel is een procedure waarbij effecten uitgegeven worden aan inschrijvers die tegen de hoogste koers geboden hebben.

## Aanbesteding
Een aanbesteding van werken of diensten gebeurt doorgaans volgens het tenderprincipe. Hierbij schrijven gegadigden middels een offerte in op het werk of dienst en weegt de opdrachtgever op basis van aangeboden prijs en kwaliteit af welke aanbieder het werk of dienst gegund wordt. In bepaalde gevallen wordt gewerkt met prijsvragen in plaats van aanbesteding. Reden hiervoor is dat dan juridisch gezien afgezien mag worden van Europese aanbesteding. Prijsvragen worden regelmatig ingezet bij de aanbesteding van innovatieve infrastructurele werken.

## Subsidies
Overheidssubsidies kunnen worden uitgegeven op ad-hocbasis, waarbij een organisatie te allen tijde aanspraak kan maken op financiële bijstand. Gebruikelijker is een subsidieregeling volgens het tenderprincipe. Hierbij is jaarlijks een vast bedrag aan subsidiegelden beschikbaar. Organisaties dienen voor een bepaalde datum een subsidieaanvraag in te dienen. De subsidieverstrekker beoordeelt alle aanvragen en maakt een rangschikking. De best beoordeelde aanvragers wordt subsidie verstrekt totdat het beschikbare bedrag is uitgeput.